# Segnitz
Segnitz er en kommune i Landkreis Kitzingen i Regierungsbezirk Unterfranken, i den tyske delstat Bayern. Den er en del af Verwaltungsgemeinschaft Marktbreit.

## Geografi
Segnitz ligger i Region Würzburg (Bayerische Planungsregion 2).